# Solidarité Asie
Solidarité Asie est un album à vocation caritative vendu au profit d'Action contre la faim. Il sort le 18 janvier 2005 et participe à la mobilisation de solidarité aux victimes du tsunami dans l'océan Indien survenu le 26 décembre 2004.

## Autour de l'album
Référence originale CD : Universal Licensing Music 982 774-9

## Les titres
| No  | Titre                                                           | Auteur                                                                | Durée |
| --- | --------------------------------------------------------------- | --------------------------------------------------------------------- | ----- |
| 1.  | La Rivière de notre enfance (Michel Sardou et Garou)            | Didier Barbelivien                                                    | 3:22  |
| 2.  | Tout au bout de nos peines (Isabelle Boulay et Johnny Hallyday) | Didier Golemanas - Daniel Seff                                        | 3:31  |
| 3.  | Rodéo (Zazie)                                                   | Zazie - Jean-Pierre Pilot, Philippe Paradis, Zazie                    | 3:58  |
| 4.  | Si seulement je pouvais lui manquer (Calogero)                  | Michel Jourdan, Julie D'Aimer - Calogero, Gioacchino                  | 3:21  |
| 5.  | Elle danse seule (Gérald de Palmas)                             | Gérald De Palmas                                                      | 4:11  |
| 6.  | Je ne sais pas son nom (Chimène Badi)                           | Jean-Paul Dréau                                                       | 3:22  |
| 7.  | Rêver (Mylène Farmer)                                           | Mylène Farmer - Laurent Boutonnat                                     | 4:50  |
| 8.  | Tu es mon autre (Lara Fabian et Maurane)                        | Lara Fabian - Rick Allison                                            | 3:29  |
| 9.  | Sur la route 66 (Eddy Mitchell)                                 | Claude Moine - Pierre Papadiamandis                                   | 4:14  |
| 10. | Né quelque part (Maxime le Forestier)                           | Maxime le Forestier - Maxime le Forestier, J.P. Sabar                 | 3:56  |
| 11. | Osez Joséphine (Alain Bashung)                                  | Alain Bashung - Jean Fauque, Alain Bashung                            | 2:57  |
| 12. | Pourtant (Vanessa Paradis)                                      | F. Monnet - Matthieu Chedid                                           | 3:26  |
| 13. | Du courage (La Grande Sophie)                                   | La Grande Sophie                                                      | 3:37  |
| 14. | Ma révolution (Jenifer)                                         | Andreas Karlegard - Martin Karlegard                                  | 3:11  |
| 15. | Adieu Monsieur le professeur (Star Academy 4)                   | Hugues Aufray, Vline Buggy - Jean-Pierre Bourtayre                    | 3:59  |
| 16. | Showbiz (The Battle) (M. Pokora)                                | Matt Pokora, Da Team - Kore & Skalp                                   | 3:10  |
| 17. | Suivre une étoile (Nolwenn Leroy)                               | Elisabeth - Laurent Voulzy                                            | 3:46  |
| 18. | Dis-moi que l'amour... (Marc Lavoine et Bambou)                 | Marc Lavoine - Jean-François Berger, Marc Lavoine                     | 3:14  |
| 19. | L'été (Morango do Nordeste) (Bernard Lavilliers)                | Walter de Afoqados - Fernando Alves - adaptation : Bernard Lavilliers | 3:47  |
| 20. | Le défi (David Hallyday)                                        | Houcine Hallaf - David Hallyday                                       | 3:49  |
| 21. | Io Le Canto Per Te (Florent Pagny)                              | Giuseppe Glunta - Calogero, Gioacchino                                | 4:10  |